# Ріверсайд (Каліфорнія)
Ріверсайд (англ. Riverside — укр. Річкова сторона (берег)) — місто (англ. city) в США, в окрузі Ріверсайд на півдні штату Каліфорнія, східне передмістя Лос-Анджелесу (за 97 км на схід), один з двох центрів конурбації Інланд. Населення — 303 871 осіб (2010).

## Географія
Місто розташоване на північному заході округу Ріверсайд, над річкою Санта-Ана, за 97 км на схід від Лос-Анджелеса.
На сході міста розташована резервна авібаза ВПС Марч, що розділяє Ріверсайд від сусіднього Морено-Валлі. З 1976 року існує один з найбільших військових цвинтарів США (185 тис. поховань на 2008 рік) що відкритий на колишніх землях військової бази.
Ріверсайд розташований за координатами 33°56′17″ пн. ш. 117°23′35″ зх. д. / 33.93806° пн. ш. 117.39306° зх. д. (33.938143, -117.393168). За даними Бюро перепису населення США в 2010 році місто мало площу 210,94 км², з яких 210,15 км² — суходіл та 0,79 км² — водойми.

### Клімат
У Ріверсайді напівпустельний й пустельний сереземноморський клімат. Середньодобова температура липня +26 °C, січня — +13 °C. 260 мм опадів з перевагою зимових дощів.
На початку 2000-их років повітря міста й округи вважалося самими забрудненими за причиною смогу. Були прийняті міри по переведеню громадських автобусів на природний газ й побудови легкого метро Метролінк, що суттєво зменшило повітряне забруднення.
| Клімат : Ріверсайд | Клімат : Ріверсайд | Клімат : Ріверсайд | Клімат : Ріверсайд | Клімат : Ріверсайд | Клімат : Ріверсайд | Клімат : Ріверсайд | Клімат : Ріверсайд | Клімат : Ріверсайд | Клімат : Ріверсайд | Клімат : Ріверсайд | Клімат : Ріверсайд | Клімат : Ріверсайд | Клімат : Ріверсайд |
| Показник | Січ.               | Лют.               | Бер.               | Квіт.              | Трав.              | Черв.              | Лип.               | Серп.              | Вер.               | Жовт.              | Лист.              | Груд.              | Рік                |
| Абсолютний максимум, °C | 34,4               | 34,4               | 38,9               | 40,6               | 43,3               | 47,8               | 47,8               | 45,0               | 46,1               | 42,8               | 37,8               | 34,4               | 47,8               |
| Середній максимум, °C | 19,2               | 19,6               | 21,7               | 24,1               | 26,8               | 29,3               | 33,8               | 34,6               | 32,4               | 27,7               | 23,2               | 19,2               | 26,0               |
| Середня температура, °C | 12,7               | 13,2               | 14,9               | 17,1               | 19,9               | 22,3               | 25,8               | 26,3               | 24,5               | 20,2               | 15,7               | 12,5               | 18,8               |
| Середній мінімум, °C | 6,3                | 6,8                | 8,1                | 10,2               | 13,1               | 15,4               | 17,7               | 18,1               | 16,6               | 12,7               | 8,3                | 5,8                | 11,6               |
| Абсолютний мінімум, °C | −7,8               | −4,4               | −3,9               | −1,7               | 0,6                | 1,7                | 5,0                | 4,4                | 2,8                | −1,1               | −5                 | −6,1               | −7,8               |
| Норма опадів, мм | 53                 | 64                 | 42                 | 20                 | 4                  | 2                  | 1                  | 3                  | 3                  | 13                 | 21                 | 37                 | 262                |
| Днів з опадами | 5,5                | 5,9                | 5,1                | 2,5                | 1,0                | 0,3                | 0,5                | 0,3                | 1,0                | 1,7                | 2,7                | 3,9                | 30,4               |
| --- | ------------------ | ------------------ | ------------------ | ------------------ | ------------------ | ------------------ | ------------------ | ------------------ | ------------------ | ------------------ | ------------------ | ------------------ | ------------------ |
| Джерело: NOAA (temperature normals and records at Riverside Municipal Airport, precipitation normals at "Riverside Fire STN 3" (33°57′04″ пн. ш. 117°23′17″ зх. д. / 33.9511° пн. ш. 117.3881° зх. д.) |                    |                    |                    |                    |                    |                    |                    |                    |                    |                    |                    |                    |                    |

## Історія
Утворилося на початку 1870-их років як центр каліфорнійських апельсинових плантацій й дім Мишн-Інн.
Перше апельсинове дерево було насаджене 1871 року, проте «золота лихоманка» з вирощування апельсинів почалася 1874 року коли були висаджені апельсинові дерева з Байя, Бразилії, що виявилися ідеальними для клімату південної Каліфорнії.
Вже на 1882 рік тут росло півмільйона апельсинових дерев.
Побудова іригаційних каналів й залізниці зробило Ріверсайд найзаможнішим містом у ЗДА у 1895 році.

## Демографія
| Група                                                | 2010  | 2000  | 1990  | 1970  |
| ---------------------------------------------------- | ----- | ----- | ----- | ----- |
| Білі американці                                      | 56.5% | 59.3% | 70.8% | 93.1% |
| —Неіспаномовні білі                                  | 34.0% | 46.6% | 61.3% | 82.1% |
| Чорні або афроамериканці                             | 7.0%  | 7.4%  | 7.4%  | 5.2%  |
| Іспаноамериканці та латиноамериканці (або інша раса) | 49.0% | 38.1% | 26.0% | 11.4% |
| Азіати                                               | 7.4%  | 5.7%  | 5.2%  | 0.7%  |

Згідно з переписом 2010 року, у місті мешкала 303 871 особа в 91 932 домогосподарствах у складі 65 615 родин. Густота населення становила 1441 особа/км². Було 98444 помешкання (467/км²).
Расовий склад населення:
| - 56,5 % — білих - 7,4 % — азіатів - 7,0 % — чорних або афроамериканців - 1,1 % — корінних американців - 0,4 % — вихідців з тихоокеанських островів - 22,4 % — осіб інших рас |

До двох чи більше рас належало 5,1 %. Частка іспаномовних становила 49,0 % від усіх жителів.
За віковим діапазоном населення розподілялося таким чином: 26,8 % — особи молодші 18 років, 64,6 % — особи у віці 18—64 років, 8,6 % — особи у віці 65 років та старші. Медіана віку мешканця становила 30,0 року. На 100 осіб жіночої статі у місті припадало 97,6 чоловіків; на 100 жінок у віці від 18 років та старших — 95,4 чоловіків також старших 18 років.
Середній дохід на одне домашнє господарство становив 73 115 доларів США (медіана — 57 196), а середній дохід на одну сім'ю — 80 401 долар (медіана — 64 867). Медіана доходів становила 43 000 доларів для чоловіків та 37 701 долар для жінок. За межею бідності перебувало 18,8 % осіб, у тому числі 25,2 % дітей у віці до 18 років та 9,8 % осіб у віці 65 років та старших.
Цивільне працевлаштоване населення становило 136 320 осіб. Основні галузі зайнятості: освіта, охорона здоров'я та соціальна допомога — 23,4 %, роздрібна торгівля — 13,2 %, виробництво — 10,7 %, мистецтво, розваги та відпочинок — 9,5 %.

## Освіта
У північносхідній частині Ріверсайду розташоване містечко Університету Каліфорнії.

## Культура
У Ріверсайді розташовані: Фокс театрального мистецтва центр, Каліфорнійський музей фотографії, Каліфорнійський цитрусовий державний історичний парк з одним з двох перших апельсинових дерев-батьків у Каліфорнії, Марч-філд авіаційний музей, Ріверсайдський мистецький музей, Мишн-Інн музей та інші.

## Відомі люди
- Філ Айві (* 1976) — професійний гравець в покер.
- Челсі Рей (* 1984) — американська порноакторка і режисер.
- Еліза Ібарра (*1997) - американська порноакторка.

## Світлини

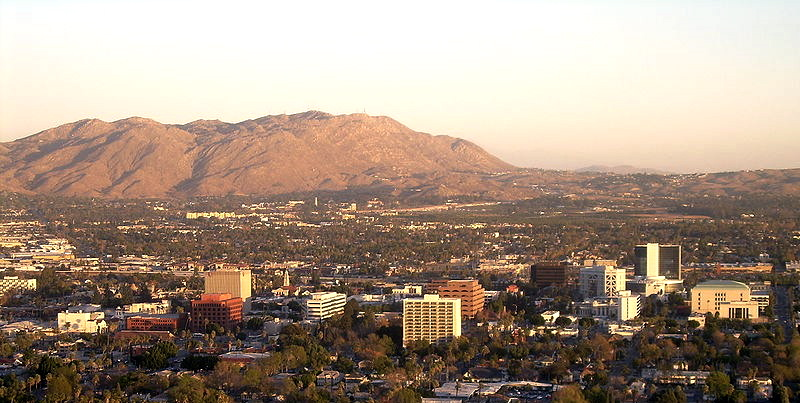
Вид Ріверсайду
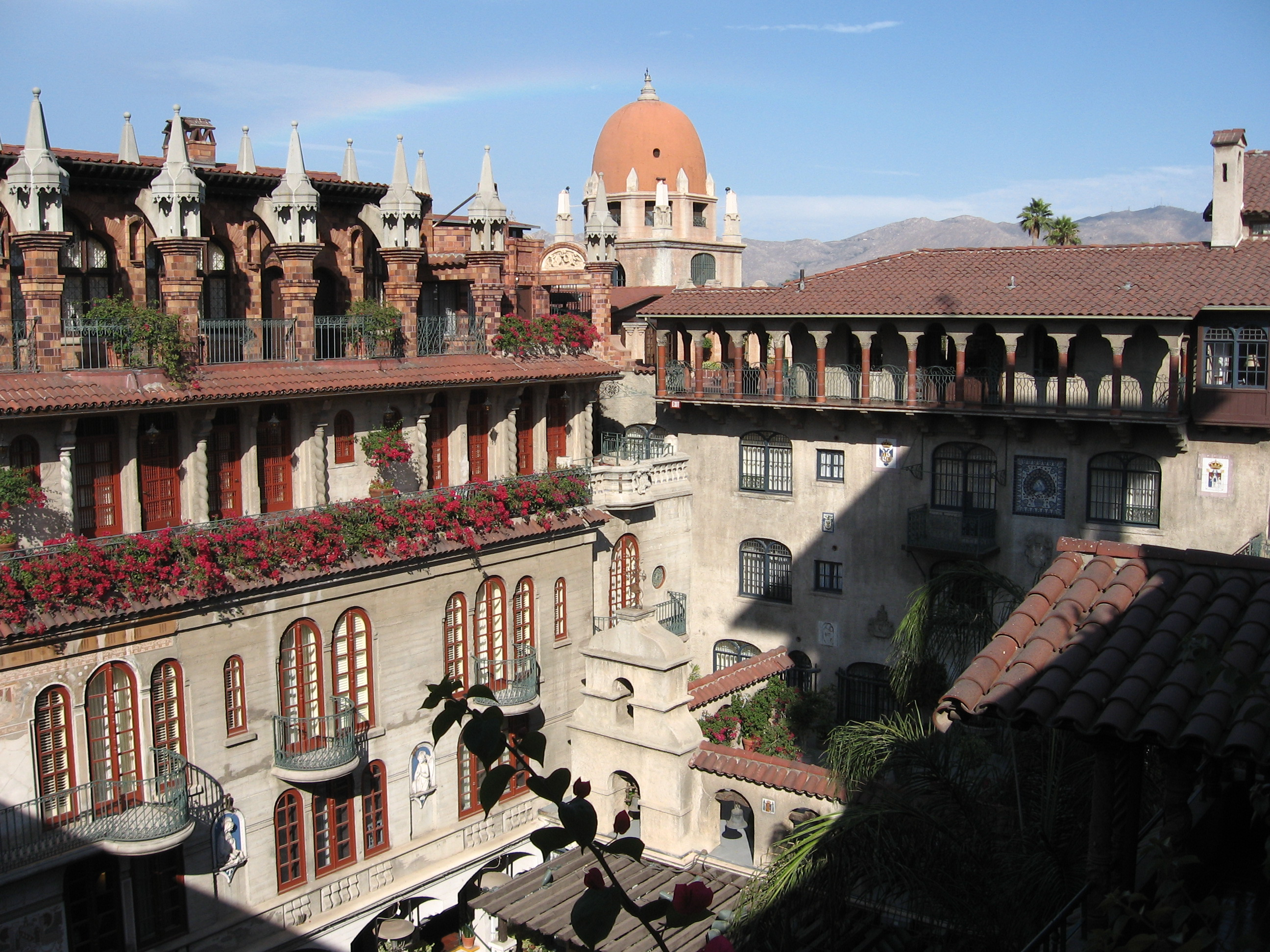
Мішн Інн, Іспанське крило.
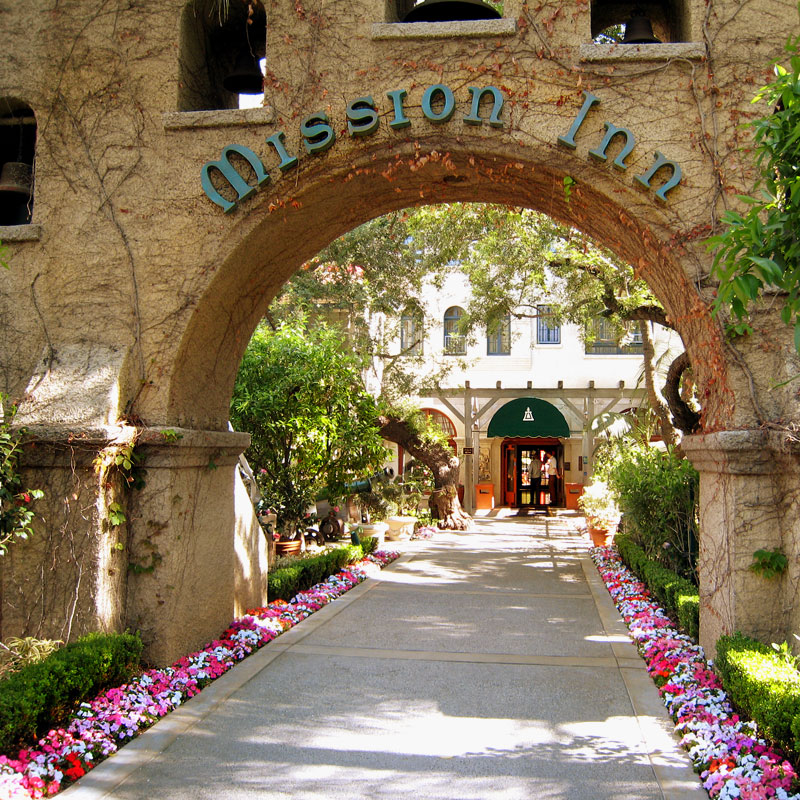
Вхід до Мішн Інн